# Chase (série télévisée, 1973)
Pour les articles homonymes, voir Chase.
Cet article concerne la série télévisée de 1973. Pour la série télévisée de 2010, voir Chase.
Chase est une série télévisée policière américaine en 24 épisodes de 50 minutes créée par Stephen J. Cannell et diffusée entre le 11 septembre 1973 et le 10 avril 1974 sur le réseau NBC.
Cette série est inédite dans tous les pays francophones.

## Synopsis
Cette série met en scène les enquêtes d'un unité de police peu conventionnelle dirigée par le capitaine Chase Reddick.

## Distribution
- Mitch Ryan : Le capitaine Chase Reddick
- Wayne Maunder : Le sergent Sam MacCray
- Reid Smith (en) : L'officier Norm Hamilton
- Brian Fong : L'officier Fred Sing
- Michael Richardson : L'officier Steve Baker

## Épisodes
1. The Wooden Horse Caper
2. Gang War
3. Foul-Up
4. The Winning Ticket
5. One for You, Two for Me
6. The Scene Stealers
7. Six for Five
8. The Dealer-Wheelers
9. The Dice Rolled Dead
10. The Garbage Man
11. A Bit of Class
12. Sizzling Stones
13. Right to an Attorney
14. John Doe Bucks
15. $35 Will Fly You to the Moon
16. The Game Ball
17. Vacation for a President
18. Hot Beef
19. Out of Gas
20. Remote Control
21. Eighty-Six Proof TNT
22. The People Parlay